# Иво Георгиев Сапунов
Иво Георгиев Сапунов е български палеонтолог.

## Биография
Иво Сапунов е роден на 18 януари 1932 г. в семейството на инженер Георги Сапунов (1892 – 1962) и Цветана Сапунова (1904 – 1995) в град Русе. През 1949 г. завършва средното си образование във Втора мъжка гимназия в град София. В същата година е приет за студент по „естествена история“ в Софийския университет. През 1954 г. се дипломира с квалификация геолог-палеонтолог.
Веднага постъпва на работа като младши научен сътрудник в Геологическия институт на БАН. В този институт работи в продължение на 50 години и се пенсионира като старши научен сътрудник I степен през 2004 г. Защитава кандидатска дисертация през 1966 г. и докторска през 1985 г.
В периода 1979 – 1999 г. завежда секцията „Палеонтология и стратиграфия“. Чете лекции по таксономия и номенклатура в Софийския университет. Участва в различни професионални колективи при проучвания на нефт и газ на седиментните последователности в Мизийската платформа, в българските геоложки експедиции в Алжир и при съставянето на отделни картни листа от Геоложката карта на България в мащаб 1:100 000 на литографски принцип. Бил е член на Международната комисия по стратиграфия и член на Националната комисия по стратиграфия на България.
Научните му интереси и приноси са предимно насочени към фосилите амонити и техните последователности по време на различните юрски серии в България.  Описва нови за науката таксони.
Иво Сапунов е автор и съавтор на повече от 200 публикации. Oсобено място в творчеството му заема публикуваната от него през 1979 г. монография „III.3 Горна Юрска серия: Ammonoidea “ от поредицата „Фосилите на България“.
Участва в колектива, който състави първото българско издание на Международния кодекс на зоологическа номенклатура (МКЗН). Участва и като съавтор в публикувания през 2002 г. „Стратиграфски кодекс на България“.
Участва в уреждането и обогатяването на палеонтоложката колекция при Геологическия институт при Българската академия на науките, на Музея по палеонтология и исторична геология в Софийския университет „Свети Климент Охридски“ и на палеонтоложката колекция и експозиция към Националния природонаучен музей.
Умира на 14 май 2020 г. в София.